# Andrzej Szewczyk (polityk)
Andrzej Szewczyk (ur. 21 maja 1950 w Gorzowie Wielkopolskim) – polski działacz samorządowy i partyjny, ekonomista, w latach 1988–1990 prezydent Gorzowa Wielkopolskiego.

## Życiorys
Syn Władysława i Józefy. Z wykształcenia ekonomista, ukończył studia wyższe na uczelni w Moskwie. Pracował m.in. w Zakładach Włókien Chemicznych „Stilon” i Gorzowskich Zakładach Mechanizacji Budownictwa „Zremb”. Wstąpił do Polskiej Zjednoczonej Partii Robotniczej, w latach 70. zasiadał w zarządzie wojewódzkim Związku Socjalistycznej Młodzieży Polskiej oraz radzie wojewódzkiej Federacji Socjalistycznych Związków Młodzieży Polskiej. W pierwszej połowie lat 80. w ramach Komitetu Wojewódzkiego PZPR w Gorzowie Wielkopolskim był instruktorem w Wydziale Polityczno-Organizacyjnym oraz kierownikiem Sektora Informacji Politycznej i Analiz. Od 1986 do 1988 sekretarz Komitetu Miejskiego PZPR w Gorzowie Wielkopolskim. Od 16 grudnia 1988 do 20 czerwca 1990 pełnił funkcję ostatniego komunistycznego prezydenta tego miasta. W III RP był jednym z założycieli i dyrektorem gorzowskiego oddziału Banku Zachodniego, zasiadał także we władzach spółki Drawex. Należy do Polskiego Związku Wędkarskiego, pełnił funkcję skarbnika Zarządu Głównego.
W 2000 został odznaczony Krzyżem Kawalerskim Orderu Odrodzenia Polski.